# داودلو (تشهاردانغة)
داودلو (بالفارسية: داودلو) هي منطقة سكنية تقع في إيران في قسم تشهاردانغة الریفي. يقدر عدد سكانها بـ 44 نسمة.